# 夸祖魯-納塔爾省
夸祖魯-納塔爾省（通常簡稱為KZN），是南非九個省之一，在1994年由納塔爾省與夸祖魯合併而成。該省西部毗鄰賴索托，北部接壤莫桑比克以及斯威士蘭，而東部則與印度洋相鄰。面積92,100平方公里，2001年人口為9,426,019人。首府彼得馬里茨堡，最大城市德班。

## 重要市镇
- 德班（Durban）
- 彼得馬里茨堡（Pietermaritzburg）

## 行政區劃
現任夸祖魯-納塔爾省省長為來自非洲人國民大會的西赫萊·齊卡拉拉。
行政區劃如下：
- 德班大都会自治市（英语：eThekwini Metropolitan Municipality）
- 乌古区自治市（英语：Ugu District Municipality）
- 乌姆贡贡德洛武区自治市（英语：uMgungundlovu District Municipality）
- 乌图凯拉区自治市（英语：uThukela District Municipality）
- 乌姆济尼亚提区自治市（英语：uMzinyathi District Municipality）
- 阿马朱巴区自治市（英语：Amajuba District Municipality）
- 祖鲁兰区自治市（英语：Zululand District Municipality）
- 乌姆卡尼亚库德区自治市（英语：uMkhanyakude District Municipality）
- 开芝瓦约国王区自治市（英语：uThungulu District Municipality）
- 伊伦贝区自治市（英语：iLembe District Municipality）
- 哈里·瓜拉区自治市（英语：Harry Gwala District Municipality）

## 外部連結
- 官方网站
- Kwazulu-Natal Tourism Authority（页面存档备份，存于）

29°S 31°E / 29°S 31°E